# Ondřej Orlík z Laziska
Ondřej Orlík svobodný pán z Laziska (1595 – 2. prosince 1641 ) byl moravský šlechtic z rodu Orlíků z Laziska a církevní činitel v období třicetileté války.

## Životopis
Pocházel z polského rodu Orlíků de Laziska z rozrodu Nowina. Pravděpodobně byl vnukem polního písaře Stanislava Orlíka. Narodil se jako druhý syn Stanislava Ladislava Orlíka, stoupence pretendenta polsko-litevského trůnu arcivévody Maxmiliána III. Habsburského. Po porážce arcivévody v roce 1588 byl Orlík nucen uprchnout na Moravu a rodový majetek v Polsku připadl jeho příbuznému Štěpánovi. Stanislav Ladislav Orlík se na Moravě zamiloval do místní šlechtičny.
Ondřej byl vybrán pro církevní kariéru. Studoval v Římě a v roce 1621 se stal knězem a správcem farnosti ve Velkém Meziříčí. V roce 1624 byl jmenován proboštem kostela sv. Mořice v Kroměříži, na tento post však v roce 1626 rezignoval. Aktivně se podílel na katolizaci místního obyvatelstva. Posléze byl jmenován apoštolským protonotářem a opatem augustiniánského kláštera Všech svatých v Olomouci.
V roce 1632 Ondřej Orlík koupil zábřežskou oblast na Petřvaldském panství zabaveném protestantům. V roce 1638 byl zvolen čestným kanovníkem katedrály svatého Václava a děkanem metropolitní kapituly sv. Václava v Olomouci. V roce 1639 připojil Zábřeh nad Odrou k prostějovskému a přerovskému panství. Obdržel povolení od olomouckého biskupa Františka kardinála z Ditrichštejna a Leopolda Viléma k volné dispozici Zábřehu s právem závěti.
Ondřej Orlík z Laziska zemřel 2. prosince roku 1641. Veškerý majetek odkázal svému staršímu bratrovi Janu Kryštofovi, ten Zábřeh převedl na své syny Stanislava Jeronýma a Mikuláše Felixe.